# نوریک باباخانیان
نوریک باباخانیان  بازیکن فوتبال بازنشسته در پست ارمنی‌تبار اهل ایران است.

## باشگاهی
از باشگاه هایی که در توپ زده‌است می‌توان آرارات تهران را اشاره کرد.